# 卫生警察
卫生警察是清末、中华民国在大陆时期曾设立的警种。

## 历史
光绪三十一年（1905）清政府设立巡警部（后改民政部），巡警部设卫生科、民政部设卫生司，各省巡警道设置卫生课：效仿外国卫生警察制度，掌卫生警察之事，凡清道、防疫、检查食物、屠杀考验、医务医科及官立医院各事项皆属之。卫生警察执行卫生警察法令。具体任务包括环境卫生、卫生检查、公安卫生、医疗行业行政管理、食品卫生、特殊行业（如理发馆、浴堂、娼妓、屠宰场等）卫生行政管理、防疫、边海防检疫等。光绪三十二年（1906）广东巡警总局内设警务、警政、警法、卫生四科；卫生科下设保健、清洁、医务三股。
民国10年（1921）广东警察厅改名广州市公安局，原警察厅卫生科改设广州市卫生局，设卫生警察股。1925年广州市政委员会决议：市卫生局创立卫生警察队，编制96人。1934年，卫生警察队改为广州市卫生局保健课卫生警察股。
上海的卫生警察名为“卫生巡长”，受上海警察机关和卫生局双轨管理。
1948年3月11日，东北人民解放军即将攻占四平市前夕，辽吉二专署公安分处处长谢海泉和四平市委书记兼市长张学文主持召开公安工作会议，确定进城的工作方针和任务: “一是摧毁敌特组织机构镇压罪大恶极的党特分子，安定社会治安秩序，对国民党警察（交通、消防、卫生警察除外)、特务、宪兵、土匪等一律扣押审查...”
抗战胜利后，各地警政建设，卫生警察受到重视。
1959年和1981年广州市也曾组建卫生警察，隶属广州市公安局。